# 亀山市立亀山中学校
亀山市立亀山中学校（かめやましりつかめやまちゅうがっこう）は、三重県亀山市にある中学校である。大正6年に亀山第一・第二両尋常高等小学校を廃止して設置された亀山尋常高等小学校の高等科の現在の姿である。亀山城天守台跡を挟んで隣接する亀山西小学校とは、戦後の学校教育法の施行以前は同じ学校だった。
亀山中学校は亀山城天守台の南側の内堀や藩校明倫舎の跡地一帯に立地し、亀山西、亀山東、亀山南、神辺、白川、昼生の各小学校の卒業生の主な進学先となっている。

## 沿革
- 1873年2月 亀山藩校明倫館跡に亀山学校を創立。
- 1882年3月 亀山学校と亀街学校が合併し、友徳学校を創立。
- 1887年4月 友徳学校を廃止し、新たに亀山尋常小学校を創立。
- 1887年5月 郡内の尋常小学校卒業者の受け入れを目的として、友徳学園旧館に鈴鹿郡高等小学校を創立。
- 1892年11月 鈴鹿郡高等小学校を鈴鹿郡町村立高等小学校と改称。関、深伊沢、石薬師の3箇所の分教場を設置。
- 1896年4月 鈴鹿郡町村立高等小学校を亀山町外9ヶ村学校組合高等小学校と改称。
- 1903年4月 亀山町外9ヶ村学校組合高等小学校を亀山町外5ヶ村学校組合高等小学校と改称。
- 1908年4月 小学校令の一部改正で、各村の尋常小学校が高等科を併設。
- 1909年4月 亀山町外5ヶ村学校組合高等小学校と亀山尋常小学校を廃止し、新たに亀山町立の亀山男子尋常高等小学校と同女子尋常高等小学校を創立。
- 1910年4月 亀山男子尋常高等小学校を亀山第一尋常高等小学校と、亀山女子尋常高等小学校を亀山第二両尋常高等小学校とそれぞれ改称。
- 1917年6月 亀山第一・第二両尋常高等小学校を廃止し、新たに亀山尋常高等小学校を創立。
- 1941年4月 学制改革により尋常高等小学校を国民学校と改称。
- 1947年4月 学制改革により、国民学校が廃止され、亀山国民学校は初等科が亀山小学校、高等科が亀山中学校となる。亀山中学校は当初、亀山小学校に併設の形となる。
- 1948年4月 南崎の元亀山町立実業学校跡へ移転。
- 1948年5月 元県立亀山実業学校の校舎(現在地)に移転。南崎校舎を分校舎とする。この1948年5月30日を創立記念日とする。
- 1950年6月 南崎の分校舎を廃止。
- 1954年10月 市制施行に伴い亀山市立亀山中学校となる。
- 1954年12月 中部中学校の学校組合立化に伴い、同校野登分校が亀山中学校の分校となる。
- 1955年7月 校旗を制定する。
- 1958年1月 校歌を制定する。
- 1958年4月 芸濃町楠平尾地区の亀山市への合併に伴い、同地区生徒が転入学する。
- 1959年5月 鉄筋コンクリート2階建の校舎(第1棟)が完成。
- 1960年4月 旧合生(あいせい)中学校生徒及び西部中学校の神辺・白川地区の生徒を受け入れる。
- 1961年4月 鉄筋コンクリート3階建の校舎(第3棟)が完成。
- 1961年12月 野登分校を中部中学校の分校に変更する。
- 1962年1月 旧合生中学校残留生徒のために3月末まで臨時授業所を設置。
- 1967年8月 鉄筋コンクリート3階建の校舎(第2棟)が完成。
- 1971年2月 屋内運動場が完成。
- 1981年3月 第3棟西に美術室、図書室などの特別教室（第4棟）を増築。
- 1986年3月 校旗を新調する。
- 1989年1月 岡山県高梁市立高梁中学校と姉妹校提携をする。
- 1998年9月 制服をブレザーに変更